# リセットマン
『リセットマン』は、栗原正尚による日本の漫画作品。2015年3月現在、単行本は既刊3巻。
（但し3冊目のタイトルは「3巻」ではなく「リセットマン NEW ORDER」となっている）

## 概要
『ビジネスジャンプ増刊・BJ魂』（集英社）に2007年1月1日号から連載されている。
作者の代表作『怨み屋本舗』が、他人を怨み、時には死人も数多く出るダークな作品であるのに対し、こちらは「人生をリセットする」という希望に溢れた「アンチ怨み屋」というスタンスで始められた。単行本第1巻に1コマだけ、『怨み屋本舗』の登場人物である情報屋が登場している。

## あらすじ
『あなたの人生 再生します』
「リセットマン」という株式会社。そこは、人生に絶望したり、人生をやり直したい人々が訪れる場所。リセットマン・月見里が人生の転機を迎えた人々を支え、新たな人生へと送り出す。

## 登場人物
月見里 悠人（つきみざと ゆうと）
株式会社リセットマンの代表。気合いを入れたいときはミカにビンタをしてもらう。相手の事を「YOU」と呼ぶのが癖。
仕事柄、鋭い観察眼を持ち、宅地建物取引士、不動産鑑定士など数多くの資格を所有している。
その為依頼を引き受けた際は、半ば強引に事を進めるものの最終的には成功(リセット)へ導く事ができる実力を持つ。
アマチュアボクシング大会で準優勝をおさめており、格闘能力にも優れている。弱点は猫舌と片付け嫌い。
水嶋 ミカ（みずしま ミカ）
リセットマンの助手。月見里からは「イカちゃん」と呼ばれる。説明係でもあり、依頼人にリセットの方法を手際よく説明を行う。
優れた分析力を兼ね備えるが、横柄な態度を取る人間に対しては嫌悪感を露わにする。片付いていない状態が嫌い。
調理師免許とハウスクリーニング士の資格を持つ。
黒須川 真（くろすがわ まこと）
弁護士。法務上の手続きなどが必要な場合に月見里に依頼される。
情報屋と同じく「怨み屋本舗」にも登場している。
木之部 信一（きのべ しんいち）
リセットマンの調達係。自称「D・I・Yの木之部」の通り、安価なリサイクル品を発見し、新品同様に修復する達人。
手先が器用な為1人で2人分の大工仕事をこなし、依頼遂行に必要な小道具も製作できる。
甘いものに目がないが、幼少の頃食べ過ぎたドーナツだけは苦手。
金子 兼子（かねこ かねこ）
リセットマンの契約社員。月見里曰く「お金のプロ」で通称カネゴン。かつて月見里の元で人生をリセットし、FXなどを極めた。
結婚相手の苗字が「金子」だったためこのような名前になった。ギャルの様な風貌とは裏腹に、4人の子持ちである。

## 書誌情報
- 栗原正尚 『リセットマン』 集英社〈ヤングジャンプコミックス〉、既刊3巻（2015年3月現在）
  1. 2007年12月発売 ISBN 978-4088773742
  2. 2008年10月17日発売 ISBN 978-4088775319
  3. 2013年3月19日発売 ISBN  978-4088795836